# Huset Stuart
Huset Stuart eller Stewart var et skotsk, og senere britisk, fyrstehus af normannisk ophav. Navnet stammer fra den gamle skotske titel High Steward. Maria Stuart tog den franske skrivemåde Stuart i brug, da hun boede i Frankrig.
Huset Stuart herskede i Skotland i 336 år, fra 1371 til 1707. Efter at Elizabeth 1. af England, den sidste monark fra huset Tudor, døde, kom huset Stuart på tronen også i England og Irland, og styrede de tre kongeriger i personalunion mellem 1603 og 1707. I denne periode kaldte herskerne af huset Stuart sig for konger og dronninger af Storbritannien, selvom en stat med dette navn endnu ikke eksisterede. Dronning Anne var den første monark, som herskede over et forenet Storbritannien, fra 1707 til sin død i 1714. Efter hendes død blev huset Stuart efterfulgt af huset Hannover på tronen.

## Regenter

### Skotske monarker
- Robert 2. (1371-1390)
- Robert 3. (1390-1406)
- Jakob 1. (1406-1437)
- Jakob 2. (1437-1460)
- Jakob 3. (1460-1488)
- Jakob 4. (1488-1513)
- Jakob 5. (1513-1542)
- Maria Stuart (1542-1567)
- Jakob 6. (1567-1625)

### Skotske, engelske og irske monarker
- Jakob 6. af Skotland og 1. af England (1603-1625)
- Karl 1. af England og Skotland (1625-1649)
- Karl 2. af England og Skotland (1660-1685)
- Jakob 2. af England og 7. af Skotland (1685-1688)
- Maria 2. af England og af Skotland (1689-1694) – med Vilhelm 3. af England og 2. af Skotland

### Britiske monarker
- Anne af England og Skotland (1702-1714, fra 1707 Anne af Storbritannien)

56°04′N 4°46′V / 56.07°N 4.77°V